# Wolf-Dieter Langheld

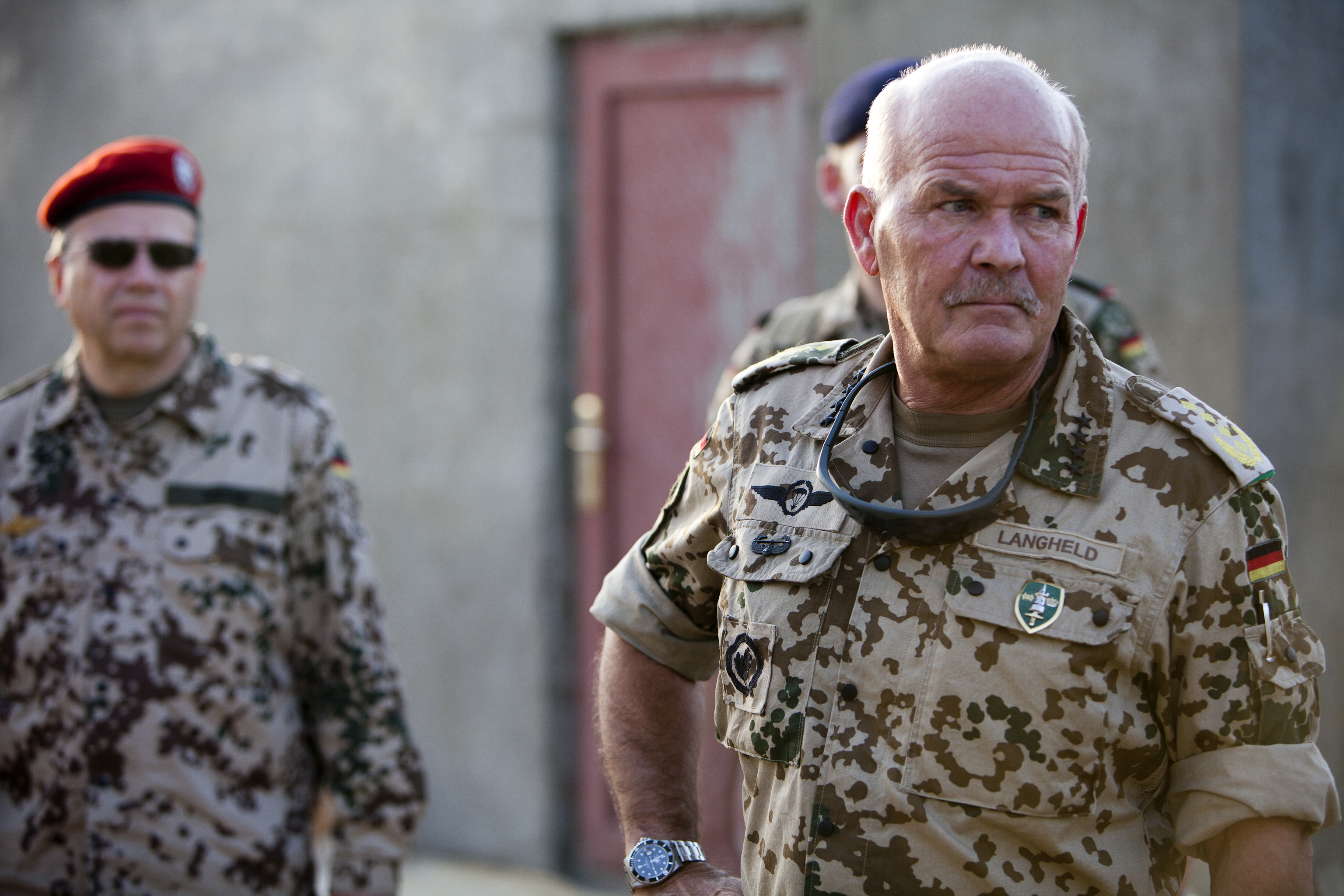
General Wolf-Dieter Langheld in Afghanistan, 2011

Wolf-Dieter Langheld (* 8. Dezember 1950 in Bochum) ist ein General außer Dienst des Heeres der Bundeswehr. In seiner letzten Verwendung war er von September 2010 bis Dezember 2012 Oberbefehlshaber des Allied Joint Force Command Brunssum der NATO.

## Militärische Laufbahn

### Ausbildung und erste Verwendungen
Nach dem Abitur trat Langheld 1971 als Wehrpflichtiger in die 2. Kompanie des Panzergrenadierbataillons 191 in Ahlen in den Dienst der Bundeswehr. Nach seiner Verpflichtung als Offizieranwärter und Offiziersausbildung zählte zu seinen ersten Aufgaben die Verwendung als Zugführer und als Offizier im Stab des Panzergrenadierbataillons 191 in Ahlen. Danach diente Hauptmann Langheld als Kompaniechef im Panzergrenadierbataillon 193 in Münster-Handorf.

### Dienst als Stabsoffizier
Von 1983 bis 1985 absolvierte er den 26. Generalstabslehrgang Heer an der Führungsakademie der Bundeswehr in Hamburg, wo er zum Offizier im Generalstabsdienst ausgebildet wurde, wurde hiernach zum Major befördert und diente anschließend bis 1987 als G2-Offizier (Militärisches Nachrichtenwesen) bei der 7. Panzerdivision in Unna. Von 1987 bis 1988 nahm er am italienischen Generalstabsoffizierlehrgang an der Scuola di Guerra in Civitavecchia teil.
Zurück in der Bundesrepublik Deutschland übernahm Oberstleutnant Langheld von 1988 bis 1990 den Posten eines Operationsoffiziers (G 3) im Heeresamt (Abteilung I 1 (1)) in Köln. Von 1990 bis 1992 führte er das Panzergrenadierbataillon 302 in Ellwangen und wurde anschließend ins Bundesministerium der Verteidigung nach Bonn versetzt. Hier war er bis 1993 als Referent im Führungsstab des Heeres (FüH IV 1; Organisation) eingesetzt. Von 1993 bis 1995 diente Oberst Langheld als Chef des Stabes der Multinationalen Division (Central) im JHQ Rheindahlen, um danach ins Verteidigungsministerium zurückzukehren und dort bis 1998 das Referat VI 3 (Heeresentwicklung) im Führungsstab des Heeres zu leiten. Während dieser Zeit war er vom Oktober 1997 bis zum März 1998 als Sekretär des Chef des Stabes der SFOR in Sarajewo eingesetzt.
Zurück in Bonn übernahm Langheld von 1998 bis 1999 einen Posten als Referatsleiter im Führungsstab der Streitkräfte (FüS VI 3; Bundeswehrplanung).

### Dienst als General
Im März 1999 übertrug man Langheld unter Ernennung zum Brigadegeneral die Führung der Panzerbrigade 21 in Augustdorf. Damit hatte er abermals ein Truppenkommando inne, welches er bis 2002 führte. Mit Teilen der Brigade absolvierte er vom Dezember 2000 bis Juni 2001 einen Auslandseinsatz im Rahmen der KFOR und war während dieser Zeit Kommandeur des dortigen deutschen Heereskontingents und Kommandeur der Multinationalen Brigade Süd im Feldlager Prizren.
Nach seiner Verwendung als Brigadekommandeur wurde Langheld im Jahre 2002 zum General der Panzertruppen und Kommandeur der Panzertruppenschule in Munster ernannt. Im Anschluss daran war er von 2003 bis 2005 als Stabsabteilungsleiter im Führungsstab der Streitkräfte (FüS VI; Planung) eingesetzt. 2005 erhielt er ein weiteres Truppenkommando als Kommandeur der 1. Panzerdivision in Hannover und wurde zum Generalmajor ernannt. Dieses Kommando übergab er am 19. Dezember 2008 an Markus Kneip.
Bereits am 10. Dezember 2008 übernahm Langheld von Jan Oerding den Dienstposten des Befehlshabers des Kommandos Operative Führung Eingreifkräfte in Ulm. Damit verbunden war die Ernennung zum Generalleutnant. Dieses Kommando führte er bis zum 30. September 2010 und gab es an Markus Bentler ab. Einen Tag zuvor, am 29. September 2010, übernahm Langheld unter Ernennung zum General von Egon Ramms schließlich den NATO-Posten des Befehlshabers des Allied Joint Force Command in Brunssum. Am 28. November 2012 wurde Langheld mit einem Großen Zapfenstreich vom Bundesminister der Verteidigung Thomas de Maizière in den Ruhestand verabschiedet. Am 14. Dezember 2012 übergab er die Dienstgeschäfte an seinen Nachfolger auf diesem Dienstposten, Hans-Lothar Domröse, und wurde mit Ablauf des Dezember 2012 in den Ruhestand versetzt.

## Privates
Langheld ist verheiratet und lebt in Lage.